# Municipio de Portage (condado de Wood)
El municipio de Portage (en inglés: Portage Township) es un municipio ubicado en el condado de Wood en el estado estadounidense de Ohio. En el año 2010 tenía una población de 1614 habitantes y una densidad poblacional de 17,03 personas por km².

## Geografía
El municipio de Portage se encuentra ubicado en las coordenadas 41°18′19″N 83°35′23″O / 41.30528, -83.58972. Según la Oficina del Censo de los Estados Unidos, el municipio tiene una superficie total de 94.77 km², de la cual 94.58 km² corresponden a tierra firme y (0.19%) 0.18 km² es agua.

## Demografía
Según el censo de 2010, había 1614 personas residiendo en el municipio de Portage. La densidad de población era de 17,03 hab./km². De los 1614 habitantes, el municipio de Portage estaba compuesto por el 96.59% blancos, el 0.81% eran afroamericanos, el 0.5% eran amerindios, el 0.56% eran asiáticos, el 0.12% eran isleños del Pacífico, el 0.87% eran de otras razas y el 0.56% pertenecían a dos o más razas. Del total de la población el 3.84% eran hispanos o latinos de cualquier raza.